# Desna
Desna příp. Děsna (rusky Десна [Děsna], ukrajinsky Десна [Desna]) je řeka ve Smolenské a v Brjanské oblasti v Rusku a v Černihivské, v Sumské a v Kyjevské oblasti a v hlavním městě Kyjevě na Ukrajině. Je 1130 km dlouhá (z toho 591 km na Ukrajině). Povodí má rozlohu 88 900 km².

## Průběh toku
Pramení na Smolenské vysočině poblíž Smolenska u západních hranic Ruska. Na horním toku teče převážně mezi nízkými a bažinatými břehy. Pod Brjanskem se pravý břeh zvyšuje. Pod ústím Sejmu se údolí výrazně rozšiřuje a řeka vytváří mnoho ramen, zarůstajících jezer a starých ramen. Koryto je písčité, členité, nestálé a vyskytuje se v něm mnoho mělčin. Ústí zleva nedaleko Kyjeva do Dněpru jako jeho nejdelší přítok.

### Větší přítoky
- zprava – Sudosť, Snov
- zleva – Bolva, Navlja, Něrussa, Sejm, Oster

Největším přítokem je Sejm.

## Vodní režim
Průměrný průtok vody v ústí činí 360 m³/s. Zamrzá v první dekádě prosince a rozmrzá na začátku dubna. Na jaře v době nejvyšších vodních stavů se rozlévá do šíře.

## Využití
Vodní doprava je provozována do města Novgorod-Severskij, jež leží ve vzdálenosti 535 km od ústí, nepravidelně až do Žukovky nad Brjanskem. Hlavní přístavy na řece jsou Novhorod-Siverskyj, Makošino, Černihiv, Oster, Žukin. Na řece leží města Jelňa, Desnogorsk, Žukovka, Brjansk, Trubčevsk (Rusko), Novhorod-Siverskyj, Černihiv, Oster a severní předměstí Kyjeva (Ukrajina).
Na horním toku řeky byla zbudována Desnogorská přehrada, která slouží Smolenské jaderné elektrárně.

## Historie
Ve středověku byla významnou dopravní magistrálou. Vedly po ní tržní cesty k Donu přes Sejm a k Oce přes Bolvu. Železniční most přes řeku Desnu zbudovaný asi 50 km před bachmačským železničním uzlem hrál významnou úlohu v srpnu 1918 během legionářské bitvy u Bachmače.